# El Tarf
El Tarf (en arabe : الطارف ; prononcé [el.tarf] ), est une commune de la wilaya d'El Tarf en Algérie.

## Géographie

### Situation
|           | El Kala |              |
| Bouteldja | El Tarf | Aïn El Assel |
| Zitouna   |         | Bougous      |